# Marysville (Washington)
Pour les articles homonymes, voir Marysville.
Marysville est une ville américaine, située dans le comté de Snohomish, dans l'État de Washington. Selon le recensement de 2000 elle est peuplée de 25 315 habitants.